# Grela II

Herb Grela II

Grela II (Księżyc odmienny) – polski herb szlachecki, używany przez rodzinę wywodzącą się z Kaszub. Według Przemysława Pragerta odmiana herbu Księżyc.

## Opis herbu
W polu błękitnym półksiężyc złoty, nad którym dwie takież gwiazdy w pas. Klejnot: nad hełmem w koronie ramię zbrojne z mieczem. Labry błękitne podbite złotem.

## Najwcześniejsze wzmianki
Według Ostrowskiego herbu tego używała rodzina Grela w województwie pomorskim, z której Henryk Grela był posłem na sejm elekcyjny w 1648 roku. Jednakże, jak dowodzi Przemysław Pragert, właściwym herbem tej rodziny był herb Grela. Nie jest wykluczone, że członkowie rodu w pomorskiem przyjęli herb Grela II, ale bardziej prawdopodobne jest, że herb ten użył któryś z Grelów na pieczęci użyczonej, tzw. "przyjacielskiej".

## Herbowni
Grela (Grell, Grella, Grelle, Grellen, Grelli, Grill, Grille, Grzela, być może Groel).
Rodzinie tej należałoby zapewne przypisać herb Grela.